# خوسيكو مورينو
خوسيكو مورينو (بالإسبانية: Josico Moreno)‏ (6 يناير 1975 إسبانيا - ) هو لاعب كرة قدم إسباني، يلعب كلاعب وسط.

## روابط خارجية
- خوسيكو مورينو على موقع اتحاد تركيا (لاعب) (الإنجليزية)
- خوسيكو مورينو على موقع قاعدة بيانات كرة القدم.إي يو (الإنجليزية)
- خوسيكو مورينو على موقع بيانات كرة القدم. دي إي (الألمانية)
- خوسيكو مورينو على موقع Soccerway.com (الإنجليزية)